# Notio Pilio
Notio Pilio (griechisch Δήμος Νοτίου Πηλίου ‚Süd-Pilio‘) ist eine griechische Gemeinde. Sie umfasst den südlichen Teil der Pilio-Halbinsel in der griechischen Region Thessalien. Sie wurde durch die Verwaltungsreform 2010 aus fünf Vorgängergemeinden neu geschaffen. Verwaltungssitz ist Argalasti.

## Gemeindegliederung
Die Einwohnerzahlen stammen aus den Ergebnissen der Volkszählung 2011; die Gemeindebezirke entsprechen den Gemeinden, die von 1997 bis 2010 bestanden.
| Gemeindebezirke | griechischer Name           | Code   | Fläche (km²) | Einwohner 2011 | Stadtbezirke / Ortsgemeinschaften (Δημοτική / Τοπική Κοινότητα) | Lage |  |
| --------------- | --------------------------- | ------ | ------------ | -------------- | --------------------------------------------------------------- | ---- |  |
| Argalasti       | Δημοτική Ενότητα Αργαλαστής | 240401 | 074,757      | 1985           | Argalasti, Metochi, Xinovrysi                                   |      |  |
| Afetes          | Δημοτική Ενότητα Αφετών     | 240402 | 081,473      | 1746           | Afetes, Propan, Neochori, Lambinou, Syki                        |      |  |
| Milies          | Δημοτική Ενότητα Μηλεών     | 240403 | 063,115      | 3085           | Milies, Agios Georgios Nilias, Vyzitsa, Kala Nera, Pinakates    |      |  |
| Sipiades        | Δημοτική Ενότητα Σηπιάδος   | 240404 | 123,269      | 2047           | Lafkos, Milina, Promyri                                         |      |  |
| Trikeri         | Δημοτική Ενότητα Τρικερίου  | 240405 | 026,884      | 1353           | Trikeri                                                         |      |  |
| Gesamt          | Gesamt                      | 2404   | 369,498      | 10.216         |                                                                 |      |  |